# Poospiza hispaniolensis
La monterita collareja (en Ecuador), monterita acollarada (en Perú) o dominiquí común  (Poospiza hispaniolensis) es una especie de ave paseriforme de la familia Thraupidae perteneciente al género Poospiza. Es nativa del oeste de América del Sur.

## Distribución y hábitat
Se distribuye en la región costera desde el suroeste de Ecuador (suroeste de Manabí), hasta el sureoste de Perú (hasta Arequipa). Es localmente abundante en Isla de la Plata y otros puntos en la parte norte de su área, enrareciéndose hacia el sur. 
Esta especie es considerada localmente común en su hábitat natural: las zonas arbustivas secas subtropicales o tropicales, las zonas arbustivas húmedas subtropicales o tropicales, las zonas arbustivas elevadas subtropicales o tropicales y los bosques muy degradados. Prefiere áreas con agua en las proximidades y con un denso matorral. Principalmente por debajo de los 1400 m de altitud, pero localmente llegando hasta los 2900 m en Perú.

## Descripción
Es un pájaro pequeño y compacto, de 13,5 cm de longitud. Pico corto y triangular, con la mandíbula inferior nítidamente más robusta que la superior. El color del pico es variable de ante a gris oscuro. Presenta un marcado dimorfismo sexual. El macho tiene el píleo gris y anchas listas supraciliares y babero o gorguera blancas que contrastan con listas oculares negras que convergen en la nuca con el píleo. Tienen las partes inferiores blancas a blanco-amarillentas con laterales grises oscuros y banda pectorial de gris a negro. La hembra tiene tonos pardos, el pecho estriado y la gorguera y lista superciliar amarillentas o crema. En todos los ejemplares las patas tienen color de rosado a anaranjado.  

## Comportamiento
En Ecuador se reproduce una sola vez al año, con puestas entre mediados de febrero y mediados de mayo, tras las lluvias. Canta durante la estación seca, de julio a septiembre. Parece realizar desplazamientos relacionados con las lluvias.

### Alimentación
Se alimenta básicamente de invertebrados que captura en árboles bajos o cerca del suelo, entre vegetación densa.

### Vocalización
El canto, vigoroso, es un silbado «tuik, suick-suiiu», el llamado es un gruñido bajo «djer-djer».

## Sistemática

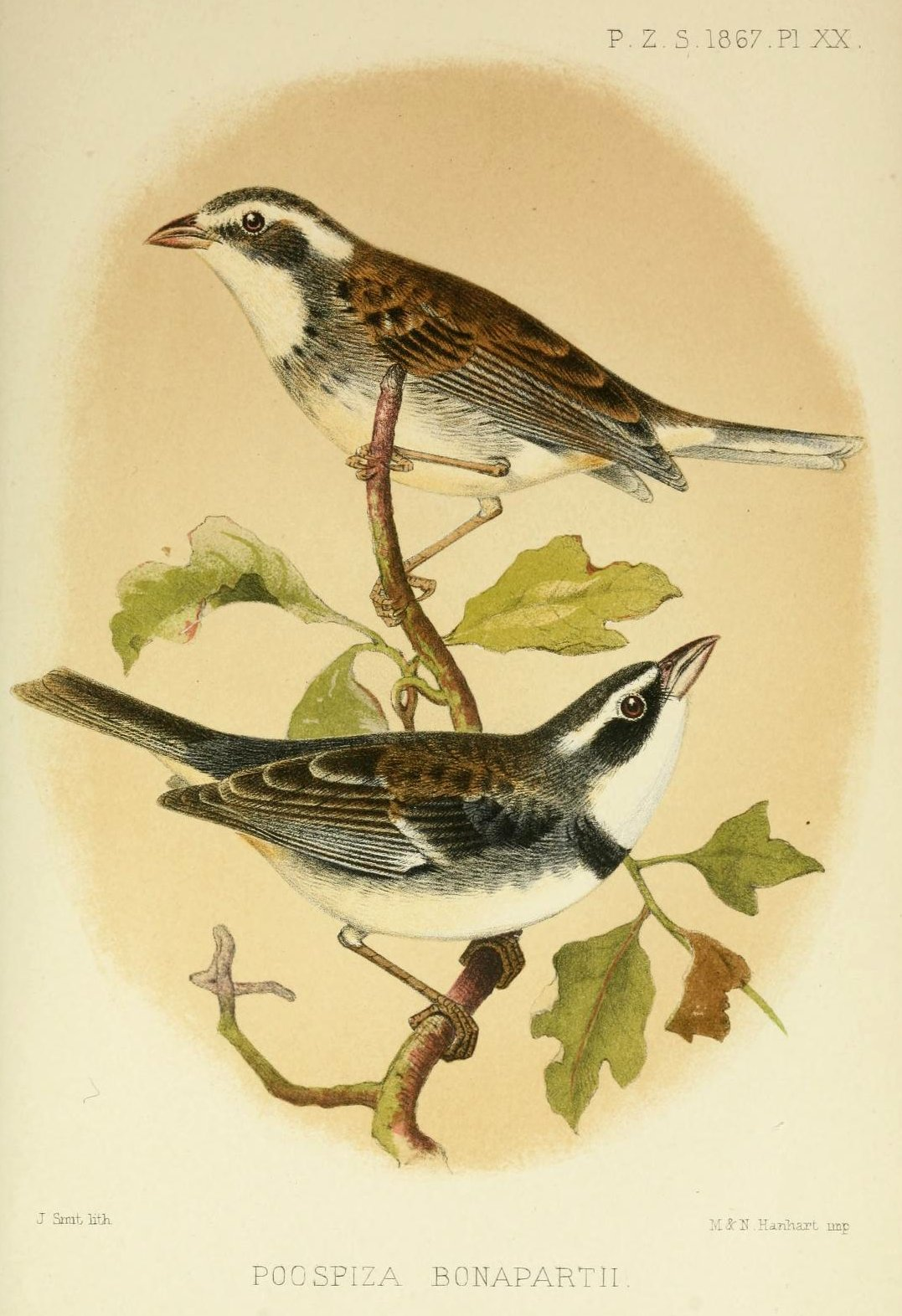
Poospiza bonapartii = Poospiza hispaniolensis, hembra (arriba) y macho (abajo), ilustración de Smit en Proceedings of the Zoological Society of London, 1867.

## Descripción original
La especie P. hispaniolensis fue descrita por primera vez por el zoólogo francés Charles Lucien Bonaparte en 1851 bajo el mismo nombre científico; su localidad tipo es: «Santo Domingo, error, enmendado para Perú».

### Etimología
El nombre genérico femenino Poospiza es una combinación de las palabras del griego «poas»: hierba, y «σπιζα spiza» que es el nombre común del pinzón vulgar, vocablo comúnmente utilizado en ornitología cuando se crea un nombre de un ave que es parecida a un pinzón; y el nombre de la especie «hispaniolensis» se refiere a la localidad tipo errada, la isla La Española (o Hispaniola).

### Taxonomía
Los datos presentados por los amplios estudios filogenéticos recientes confirman que la presente especie e próxima de un clado formado por Poospiza rubecula, Poospiza rufosuperciliaris, Poospiza goeringi, Poospiza garleppi y Poospiza baeri.
Es monotípica, no se reconocen subespecies.